# Max Moffatt
Max Moffatt (* 27. Juni 1998 in Guelph, Ontario) ist ein kanadischer Freestyle-Skier. Er startet in den Disziplinen Slopestyle und Big Air.

## Werdegang
Moffatt nimmt seit 2013 Wettbewerben der FIS teil. Im März 2014 belegte er beim Snowcrown Ski and Snowboard Festival in Blue Mountain den zweiten Platz im Slopestyle und den ersten Rang im Slopestyle bei der Dew Tour im Sun Peaks Resort. Sein Debüt im Weltcup hatte er im Januar 2017 auf der Seiser Alm, das er auf dem 14. Platz im Slopestyle beendete. Im März 2017 errang er bei der U.S. Revolution Tour in Seven Springs den zweiten Platz im Slopestyle. Ende Januar 2019 holte er im Slopestyle auf der Seiser Alm seinen ersten Weltcupsieg. Bei den Weltmeisterschaften 2021 in Aspen belegte er den 39. Platz im Big Air und den 11. Rang im Slopestyle. In der Saison 2021/22 kam er mit zweiten Plätzen auf den neunten Platz im Big-Air-Weltcup, auf den sechsten Rang im Park & Pipe-Weltcup und auf den vierten Platz im Slopestyle-Weltcup. Zudem gewann er bei den Winter-X-Games 2022 die Silbermedaille im Slopestyle und belegte bei den Olympischen Winterspielen 2022 in Peking den 20. Platz im Big Air sowie den neunten Rang im Slopestyle. Im folgenden Jahr sprang er bei den Weltmeisterschaften in Bakuriani auf den 33. Platz im Big Air und auf den vierten Rang im Slopestyle. In der Saison 2023/24 errang er mit vier Top-Zehn-Platzierungen, darunter Platz drei im Slopestyle in Laax, den 15. Platz im Park & Pipe-Weltcup und den siebten Platz im Slopestyle-Weltcup. Bei den Winter-X-Games 2024 wurde er im Slopestyle und Big Air jeweils Achter.